# And One
And One est un groupe allemand de synthpop, originaire de Berlin.

## Histoire
Le groupe est formé par Steve Naghavi et Chris Ruiz en 1989. Fans de Front 242 et Nitzer Ebb, Naghavi et Ruiz s'inspirent du groupe britannique Depeche Mode et de leur configuration : deux claviers accompagnés d'une boîte à rythme. Le duo devient un trio avec l'ajout d'Alex Two, avant la sortie de leur premier album, Anguish, en 1991. La même année, ils sont nommés révélation de l'année[réf. nécessaire].
Le groupe atteint son apogée artistique en 1994 avec l'album I.S.T. Jusqu'en 2006, quatre albums studio se classent dans le top 40 des charts allemands des albums, dont l'un à la 15e place. En mars 2011 sort l'album Tanzomat, précédé en septembre 2010 par la tournée à guichets fermés Tanzomat-Fulltimeshow-Tour,. Au début, And One est sous contrat avec Machinery. Après la fin de cette association en 1996/1997, le groupe publie quatre autres albums chez Virgin (EMI Group) jusqu'en 2003. Depuis février 2006, And One est sous le label discographique indépendant Out of Line.
Fin 2010, une tournée de soutien avec Gecko Sector a lieu, avec F.O.D. comme autre groupe de première partie.
En juin 2011, Chris Ruiz et Gio van Oli annoncent par message vidéo leur départ de And One, et la création de leur nouveau projet Pakt. Lors du concert suivant, alors qu'And One joue en tant qu'invité spécial d'Unheilig, deux anciens membres du groupe, Rick Schah et Joke Jay, ainsi que Mister X, se produisent en remplacement. Le même mois, And One annonce le retour de Rick Schah et Joke Jay dans le groupe. Lors de concerts en septembre 2011, Nico Wieditz vient soutenir le groupe. Dans une interview accordée à Sonic Seducer au début de l'année 2012, Naghavi le considère membre permanent du groupe. En 2011 a également lieu la tournée Sextron du groupe en Allemagne, au cours de laquelle les groupes De/Vision et Camouflage se produisent en première partie.
Début 2012, le groupe, désormais lié au label SPV, sort l'EP Back Home. L'album S.T.O.P. est alors en préparation,, puis sort en mai 2012. En septembre 2012, Naghavi annonce sur le site officiel d'And One qu'une tournée d'adieu commencerait à l'automne 2013, suivie de la séparation du groupe. En août 2013, la tournée est rebaptisée And One Forever et est finalement reportée au printemps 2014 à la suite d'une fracture de la jambe de Naghavi fin septembre 2013.
En février 2014, trois nouvelles chansons sont présentées, une pour chaque trilogie d'albums Propeller, Magnet et Achtung 80. En août 2014, la trilogie de dix chansons chacune a été publiée dans quatre formats différents. Il s'agissait également de la première production de Deutschmaschine Schallplatten, le label nouvellement créé Naghavis.

## Membres
La composition du groupe a varié : le chanteur Steve Naghavi est présent depuis les débuts. Les autres membres sont Joke Jay à la batterie, Rick Schah à la programmation électronique, et Nico Wieditz au synthétiseur. Ont quitté le groupe Chris Ruiz (batterie, synthétiseur, programmation), Alex Two (programmation, jeux de lumière), Annelie Bertilsson (voix et chœurs), et Gio van Oli (synthétiseur).

## Discographie

### Albums studio
- 1991 : Anguish
- 1992 : Flop!
- 1993 : Spot
- 1994 : I.S.T.
- 1997 : Nordhausen
- 1998 : 9.9.99 9 Uhr
- 2000 : Virgin Superstar
- 2003 : Aggressor
- 2006 : Bodypop
- 2011 : Tanzomat
- 2012 : S.T.O.P.
- 2014 : Trilogie I (Magnet, Propeller, Achtung 80)